# Netelia obesis
Netelia obesis är en stekelart som beskrevs av Ian D. Gauld 1983. Netelia obesis ingår i släktet Netelia och familjen brokparasitsteklar. Inga underarter finns listade i Catalogue of Life.